# Газпром добыча Оренбург
ООО «Газпром добыча Оренбург» — промышленный комплекс Российской Федерации и занимает одно из ключевых мест в ряду предприятий ПАО «Газпром», обладает уникальными технологиями и высококвалифицированными кадрами.
Общество было создано 20 марта 1968 года на базе Оренбургского нефтегазоконденсатного месторождения.
Сегодня предприятие занимается поиском и разведкой новых залежей нефти и газа, добычей газа, конденсата и нефти, транспортировкой сырья и товарной продукции

## История
В ноябре 1966 года на левом берегу Урала, неподалёку от Оренбурга, из разведочной скважины № 13, которую бурила бригада мастера Степана Дмитриевича Иванова, пошёл газ. Так было открыто уникальное Оренбургское нефтегазоконденсатное месторождение. Оно протянулось вдоль Урала на 120 километров, шириной более 20 километров. Четыре года спустя Государственный комитет по запасам оценил его объёмы в 2 триллиона кубических метров природного газа и 120 миллионов тонн конденсата. Месторождений, подобных этому, в мире единицы, в Европе оно было крупнейшим.
Для разработки и эксплуатации Оренбургского нефтегазоконденсатного месторождения в марте 1968 года приказом Министерства газовой промышленности СССР было организовано Управление по обустройству и эксплуатации газового месторождения и строительству газопровода. Оно выполняло функции заказчика по строительству Оренбурггаззавода, магистральных газопроводов «Оренбург — Заинск» и «Оренбург — Центр», конденсатопровода «Оренбург — Салават», объектов жилья и соцкультбыта.
29 сентября 1971 года состоялся пуск первого в истории предприятия газового промысла (газосборного пункта) — установки комплексной подготовки газа № 2.
В 1973 году было организовано Промышленное объединение по добыче, переработке и транспортированию газа «Оренбурггазпром», преобразованное в 1974 году во Всесоюзное промышленное объединение по добыче газа в Оренбургской области «Оренбурггазпром».
Для переработки газа были построены два завода — газоперерабатывающий и гелиевый.
Приказом Мингазпрома СССР от 22 декабря 1975 года № 265-орг, приказом ПО «Оренбурггазпром» от 25 декабря 1975 года ГПУ-1 и ГПУ-2 реорганизованы в производственное объединение по добыче газа «Оренбурггаздобыча».
В начале 80-х годов коллектив объединения «Оренбурггазпром» начал освоение Карачаганакского газоконденсатного месторождения в Казахстане. Опыт специалистов предприятия по эксплуатации сероводородсодержащих месторождений помог освоить и Астраханское месторождение газа.
Семидесятые годы по праву можно отнести к годам становления коллектива. В 1978 году промысловики довели добычу газа до проектной отметки — 45 миллиардов кубометров газа в год. Каждый десятый кубический метр «голубого золота» в стране добывался на Оренбургской земле.
В 1993 году государственное предприятие «Оренбурггазпром» преобразовано в дочернее предприятие РАО «Газпром» по добыче, переработке и транспортировке газа — ООО «Оренбурггазпром».
В 1998 году началось строительство дожимной компрессорной станции № 3 и дожимной насосной станции № 3.
В марте 2001 года бригадой Владимира Ивановича Чунихина добыт первый триллион оренбургского газа. Почётное право добычи первого триллионного кубометра выпало коллективу установки комплексной подготовки газа № 14.
25 января 2008 года в связи с переходом на единый фирменный стиль компании «Газпром» ООО «Оренбурггазпром» сменило своё название на ООО «Газпром добыча Оренбург».
1 ноября 2018 года в результате реструктуризации оренбургские газоперерабатывающий и гелиевый заводы перешли в состав ООО «Газпром переработка».

## Структура предприятия
В состав ООО «Газпром добыча Оренбург» входят 10 структурных подразделений:
- Газопромысловое управление;
- Управление по эксплуатации соединительных продуктопроводов;
- Военизированная часть;
- Управление аварийно-восстановительных работ;
- Управление связи;
- Управление технологического транспорта и специальной техники;
- Управление материально-технического снабжения и комплектации;
- Инженерно-технический центр;
- Управление по эксплуатации зданий и сооружений;
- Служба корпоративной защиты.

## Деятельность
В сферу деятельности ООО «Газпром добыча Оренбург» входит:
- добыча газа, конденсата, нефти;
- подготовка углеводородного сырья;
- транспорт газа, конденсата, нефти и продуктов их переработки;
- поиск и разведка новых месторождений нефти и газа;
- обеспечение производственной и экологической безопасности при эксплуатации опасных производственных объектов;
- мониторинг окружающей среды.

На современном этапе перед руководителями, инженерами и рабочими стоят сложные технические задачи дальнейшей эффективной разработки Оренбургского месторождения. В данном направлении реализуется ряд долгосрочных проектов по перевооружению промысловых объектов, реконструкции дожимных компрессорных станций, строительству новых скважин.
На месторождении внедряются технологии по интенсификации притока, по работе с обводнённым фондом скважин. Это даёт положительную динамику прироста добычи газа и позволяет активизировать отбор углеводородного сырья на обводнённых участках месторождения.